# 新布赫
新布赫（烏克蘭語：Новий Буг，羅馬化：Novyi Buh，發音：[ˈnɔwɪj buɦ]），或按俄语译为新布格，是乌克兰尼古拉耶夫州巴什坦卡區新布赫市镇内的城市及该市镇的行政中心，2020年7月18日前为新布赫區的行政中心。該市距離州府尼古拉耶夫100公里，始建於1810年，面積12平方公里，海拔高度100米，2022年人口数量为14,782人。

## 備注
1. ↑  俄语：，羅馬化：Novyy Bug

## 來源
1. ↑  周定国 (编). . . 中国对外翻译出版公司. NLC 003756704.[]
2. ↑  . 北京: 中国地图出版社. 2003. ISBN 9787503127212.
3. ↑  中华人民共和国商务部.  (PDF). 中华人民共和国商务部. 中国地图出版社.   [2023-07-17]. （原始内容存档 (PDF)于2023-07-06）.
4. ↑  . 北京: 中国地图出版社. 2023. ISBN 9787520431699.
5. ↑   (PDF).   [2023-01-04]. （原始内容存档 (PDF)于2022-08-10）.